# The Abyss (band)
The Abyss was een Zweedse blackmetalband. Ze bevat leden van de band Hypocrisy maar in deze groep spelen de leden andere instrumenten.

## Artiesten
- Mikael Hedlund - gitarist, vocalist
- Lars Szöke - gitarist, vocalist
- Peter Tägtgren - drummer, bassist, vocalist

## Discografie
- 1994 - The Other Side (Nuclear Blast Records)
- 1996 - Summon The Beast (Nuclear Blast Records)